# Dominique Fred
Dominique Fred (21 ottobre 1992) è un calciatore vanuatuano, Attaccante della Nazionale di calcio di Vanuatu.

## Carriera
In carriera ha giocato due partite nella nazionale maggiore e cinque partite nella nazionale under 21 di Vanuatu. Ha giocato anche numerose partire nella OFC Champions League 2013-2014 e segnato il gol della sua squadra nella finale di andata della stessa contro i neozelandesi dell'Auckland City FC.

## Palmarès

### Club

#### Competizioni nazionali
- Port Vila Premia Divisen: 1

Amicale: 2013